# Tömöriin Battör
Tömöriin Battör (mongolisch Төмөрийн Баттөр, wiss. Transliteration Tömörijn Battör; * 10. Februar 1954) ist ein ehemaliger mongolischer Boxer.

## Sport
Tömöriin Battör trat bei den Olympischen Sommerspielen 1980 in Moskau an. Im Weltergewichtsturnier schied er in seinem Erstrundenkampf gegen Peter Talanti aus.